# Gaik (święto)

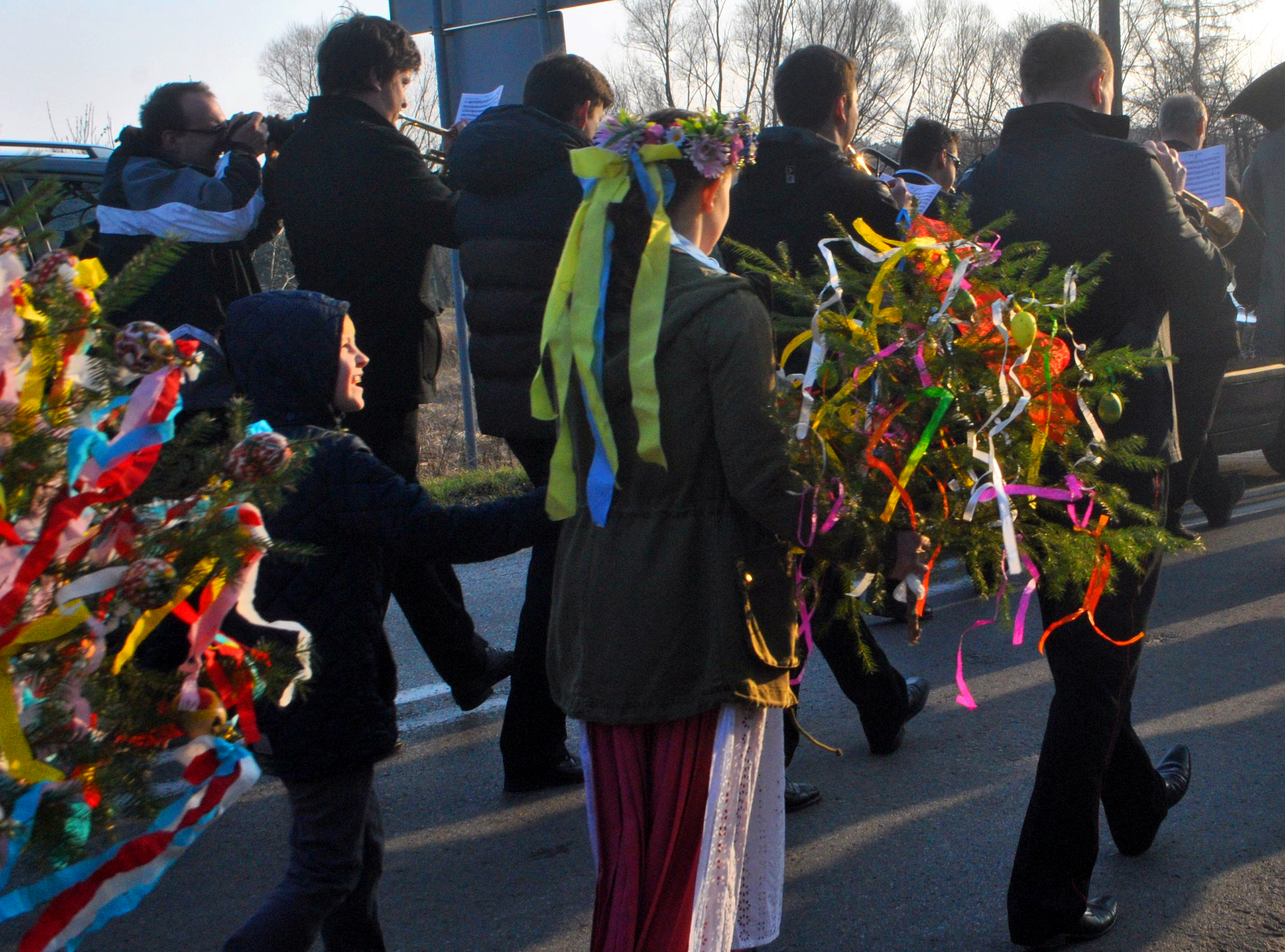
Pochód z gaikami, Miasteczko Śląskie, 2015

Gaik – ludowe święto słowiańskie poświęcone witaniu wiosny polegające na obchodzeniu wsi z ozdobionymi roślinami - najczęściej gałęziami lub małymi drzewkami.

## Nazwa
W różnych okolicach pod różnymi nazwami: gaj, maj, maik, sad, nowe lato, nowe latko, turzyce. Na Pińszczyźnie zwany był kust, na Ukrainie można go spotkać pod nazwą haiwlki (gajówki), u Białorusinów ma nazwę „zielone wino”, na Podlasiu nadnarwiańskim „chodzenie z królową”.

## Historia
Święto wywodzi się prawdopodobnie od pogańskiego, słowiańskiego obyczaju gajenia czyli wyznaczania części obszaru leśnego na święty gaj . W staropolszczyźnie funkcjonowało również słowo gaić – czyli zasadzać młody las, które pierwotnie używane było przez Słowian do określenia „zamykania lasu ogrodzeniem” i wyznaczania gaju. Miejsca takie często były ogrodzone lub oznaczone i obowiązywał w nich zakaz wejścia obcym lub nieuprawnionym. Z XV wieku, z lat 1461–1464 znany jest opis gajenia przez ludność mieszkającą w pobliżu Serocka na Mazowszu, która „zawiązywała gaj” symbolicznymi „kiczkami”, czyli witkami z brzeziny lub rokiciny, aby oznaczyć część lasu, do której mieli zakaz wstępu tzw. "granicznicy" - czyli osoby spoza lokalnej społeczności . Gramatycznie nazwa gaik jest zdrobnieniem nazwy gaj.

## Obecnie
Gaik odbywa się zwykle we wtorek po Wielkiejnocy lub na Zielone Świątki, a niekiedy, niezależnie od tych świąt, w pierwszych dniach maja. Polega na tym, że dziewczęta (czasem i chłopcy) stroją gałązkę sosnową lub całą choinkę we: wstążki, świecidełka, kwiaty i dzwonki. Czasami na szczycie przywiązuje się lalkę jako symbol królowej wiosny. Takie ustrojone drzewko lub gałązkę obnosi się ze śpiewem po wsiach i dworach, winszując przybycie „nowego lata”. Bywa, że do tego obnosi się żywą, niedorosłą dziewczynę pod tytułem „królewny”. Jednak w wielu okolicach topi się wcześniej Marzannę.